# Lynchia longipalpis
Lynchia longipalpis är en tvåvingeart som först beskrevs av Macquart 1835.  Lynchia longipalpis ingår i släktet Lynchia och familjen lusflugor. Inga underarter finns listade i Catalogue of Life.